# Trưởng Tôn hoàng hậu
Văn Đức Thuận Thánh hoàng hậu (chữ Hán: 文德順聖皇后, 15 tháng 3, 601 – 28 tháng 7, 636), thông thường được gọi là Trưởng Tôn hoàng hậu (長孫皇后), là Hoàng hậu duy nhất của Đường Thái Tông Lý Thế Dân.
Suốt thời gian còn sống, bà nổi tiếng là tri kỷ của Đường Thái Tông, giúp ông đắc lực trong hậu cần, từ gia sự đến việc vận động hậu phương. Ngoài ra, bà còn nổi tiếng về việc bảo vệ các đại thần như Ngụy Trưng và Phòng Huyền Linh, khi họ phải chịu tội vì can gián Thái Tông. Trong lịch sử Trung Quốc và nhiều sách cổ về sau, Trưởng Tôn hoàng hậu thường được nhìn nhận và tôn vinh như một chuẩn mực [Thiên cổ Hiền hậu; 千古賢后].
Bà đối với Đường Thái Tông tình cảm sâu nặng, đã sinh hạ cho Thái Tông tổng cộng 7 người con: 3 hoàng tử và 4 công chúa; trong đó là Phế Hoàng thái tử Lý Thừa Càn và Đường Cao Tông Lý Trị.

## Thân thế

### Xuất thân cao môn
Văn Đức Hoàng hậu xuất thân từ tộc Tiên Ti, thuộc dòng dõi hoàng tộc Bắc Ngụy. Sau khi họ Thác Bạt vong quốc, tổ tiên bà vốn thuộc dòng trưởng tôn thất, nên cải họ thành [Trưởng Tôn thị; 長孫氏], và dần dời cả nhà đến Hà Nam, Lạc Dương để sinh sống. Đương thời không rõ tên thật của Hoàng hậu, sách Quan thế âm kinh tiên chú (观世音经笺注) chép tiểu tự của bà là Quan Âm Tì (观音婢); còn Trung Quốc Đế vương Hoàng hậu thân vương công chúa thế hệ lục  của Bách Dương (柏杨) lại đưa ra tên của Văn Đức Hoàng hậu là Trưởng Tôn Vô Cấu (長孫无垢).
Gia thế họ Trưởng Tôn cực kỳ hiển hách, từ thời Bắc Ngụy đến nhà Tùy đều có người tài ra làm quan, được gọi là Môn chuyện chung đỉnh, gia thế sơn hà (门传钟鼎，家世山河). Cha bà là Trưởng Tôn Thịnh (长孙晟), là Kiêu Vệ tướng quân nhà Tùy, từng có công bình định Đột Quyết. Mẹ đẻ của bà là Cao thị, thuộc dòng dõi hoàng tộc Bắc Tề, cháu gái của Thanh Hà vương Cao Nhạc, con gái của Nhạc An vương Cao Kính Đức (高敬德), em gái của danh thần Cao Sĩ Liêm. Trong gia đình bà có bốn người anh trai; huynh trưởng khác mẹ là Trưởng Tôn Hành Bố (長孫行布) đã qua đời năm 604 khi chống lại cuộc nổi loạn của Hán vương Dương Lượng (楊諒); Trưởng Tôn Hành An (長孫恆安); Trưởng Tôn An Nghiệp (長孫安業) và Trưởng Tôn Vô Kỵ. Vô Kỵ là anh ruột của bà, trong khi 3 người anh trước đều là con của bà vợ trước.
Cha bà Trưởng Tôn Thịnh đương thời có biệt danh "Nhất tiễn song điêu" (一箭双雕), cực kỳ uy dũng thiện chiến. Với chức vụ Kiêu Vệ tướng quân, ông thường đảm nhận nhiệm vụ giao hảo giữa triều đình và Đột Quyết, góp nhiều công lao đáng kể. Đột Quyết nội quốc cũng rất kính trọng ông. Giọng nói của Trưởng Tôn Thịnh như tiếng sấm vang rền, nên phủ đệ của ông còn được gọi là Phích lịch đường (霹雳堂). Sinh trưởng trong gia đình vọng tộc của một danh tướng, từ nhỏ Trưởng Tôn thị đã được thừa hưởng một nền giáo dục rất tốt và bản lĩnh không thua kém.

### Gả cho Lý Thế Dân
Trưởng Tôn thị là người con nhỏ nhất trong gia tộc, cho nên hôn sự của bà luôn được mọi người trong gia đình cẩn trọng chọn lựa. Chú của bà là Trưởng Tôn Sí (长孙炽) khi đó rất hâm mộ duệ trí của Đậu phu nhân vợ của Đường quốc công Lý Uyên. Xuất thân họ ngoại từ gia tộc Bắc Chu Vũ Văn thị, Đậu thị từng khuyên Bắc Chu Vũ Đế Vũ Văn Ung đối đãi hậu hĩnh Hoàng hậu A Sử Na thị của Đột Quyết, trứ danh một thời. Trưởng Tôn Sí cảm thấy một vị phu nhân kiệt xuất như thế, ắt hẳn sinh ra con trai không phải tầm thường, vì vậy khuyên Trưởng Tôn Thịnh nên có ý định kết thông gia với Nhà Đường quốc công.
Năm 609, Trưởng Tôn Thịnh qua đời, ngay sau khi việc định hôn giữa Trưởng Tôn thị và Lý thị không lâu. Ngay lập tức, mẹ và anh em bà bị huynh trưởng là Trưởng Tôn An Nghiệp đuổi ra khỏi nhà, bất đắc dĩ đến nương nhờ Cao Sĩ Liêm, được đối đãi hết sức chu đáo. Đến tuổi trưởng thành, anh trai bà Trưởng Tôn Vô Kỵ kết giao với con trai thứ hai của Đường quốc công là Lý Thế Dân. Khi Cao Sĩ Liêm gặp Lý Thế Dân, cảm thấy người này quả không tầm thường, lại biết việc hôn ước khi xưa, bèn đợi sau khi mãn tang Trưởng Tôn Thịnh thì liền tiến hành hôn lễ giữa Trưởng Tôn thị và Lý Thế Dân.
Năm 613, Trưởng Tôn thị xuất giá lấy Lý Thế Dân, lúc đó bà mới 13 tuổi, còn Lý Thế Dân vừa tròn 16 tuổi. Bà đối với Lý Thế Dân vô cùng hòa thuận, 2 người như hình với bóng, làm việc gì cũng có nhau. Sau khi thành hôn, một lần về thăm nhà của người cậu, phu nhân của Cao Sĩ Liêm là Trương thị thấy bên ngoài phòng của bà xuất hiện một con ngựa lớn, cao 2 trượng, đều có yên ngựa và dây cương đầy đủ. Trương thị khiếp vía, bèn đem sự việc nói với Cao Sĩ Liêm, nhờ thầy bói giải hộ. Vị thầy bói nói: "Long là quái tượng chỉ quẻ Càn, còn Mã là quái tượng chỉ quẻ Khôn, tức chỉ hậu phi tôn vị. Trong phủ đại nhân có dị tượng này, không chừng nữ quyến về sau có điềm hỉ vinh hoa tột độ.". Cao Sĩ Liêm nghe xong cực kì vui mừng.
Không lâu sau vài tháng sự kiện dị tượng xảy ra, Tùy Dạng Đế Dương Quảng phát động viễn chinh, Đường quốc công Lý Uyên cùng Nhị công tử Lý Thế Dân theo quân Tùy xuất chinh. Tháng 5 năm đó, Đậu phu nhân qua đời ở Trác quận. Tháng sau, Dương Huyền Cảm mưu phản, liên lụy đến Cao Sĩ Liêm bị biếm truất. Một là mẹ sinh, một là người cậu như cha ruột, cặp vợ chồng trẻ cùng gặp chuyện trong gia đình. Cả hai trong hoàn cảnh đó lại càng tương trợ lẫn nhau, tạo nên một mối quan hệ sâu đậm.
Năm 616, Tùy Dạng Đế phong Lý Uyên làm An Phủ đại sứ ở Thái Nguyên, nhận mệnh đến đó làm trấn thủ. Lý Thế Dân cùng Trưởng Tôn thị cùng theo Lý Uyên đến nhậm chức tại Thái Nguyên. Đậu phu nhân qua đời, trong nhà không có ai lớn tuổi, 17 tuổi Trưởng Tôn thị trở thành người chủ quản cả gia đình, trên dưới đều một tay bà sắp xếp ngăn nắp.

## Tần vương phi và Thái tử phi
Vào mùa xuân năm 618, tướng Vũ Văn Hóa Cập tiến hành binh biến sát hại Tùy Dạng Đế tại Giang Đô (江都, nay thuộc Dương Châu, Giang Tô). Khi tin tức này truyền đến Trường An, Lý Uyên buộc Tùy Cung Đế Dương Hựu phải nhường ngôi. Lý Uyên trở thành Đường Cao Tổ, khởi đầu triều Đường. Ông khôi phục phần lớn các thể chế dưới thời Tùy Văn Đế, đảo ngược một số thay đổi mà Tùy Dạng Đế đã tiến hành.
Đường Cao Tổ giáng Dương Hựu, lập trưởng tử Lý Kiến Thành làm Hoàng thái tử, phong Lý Thế Dân là Tần vương (秦王), và phong Lý Nguyên Cát là Tề vương (齊王). Trong khi đó, các quan lại triều Tùy ở đông đô Lạc Dương đã tôn một người cháu của Tùy Dạng Đế là Việt vương Dương Đồng làm Hoàng đế, từ chối công nhận Đường Cao Tổ. Lý Thế Dân được phong ngôi vị "Tần vương", Trưởng Tôn thị cũng được phong làm Tần vương phi (秦王妃).
Tần vương Lý Thế Dân đường thời là gương mặt sáng giá nhất trong các hoàng tử, khi một mình ông là chủ lực đánh bại các phiên quân hùng mạnh như Tần đế Tiết Nhân Cảo, Định Dương khả hãn Lưu Vũ Chu, Trịnh đế Vương Thế Sung và Hạ vương Đậu Kiến Đức; chính uy thế này khiến cho Thái tử khi đó là Lý Kiến Thành trở nên bị lu mờ và có hiềm khích với Lý Thế Dân. Bên cạnh đó, việc này cũng khiến Lý Thế Dân mâu thuẫn với những phi tần đang đắc sủng như Doãn Đức phi và Trương Tiệp dư khiến trong ngoài triều đình đều bất lợi với ông. Trưởng Tôn phi trong thời gian này hết mực cung kính Cao Tổ, kết giao với các phi tần mệnh phụ của các phe phái, giúp Lý Thế Dân rất nhiều trong việc thăm dò và bình ổn thế cục tạm thời để ông có thời gian sắp xếp.
Năm Vũ Đức thứ 9 (626), ngày 4 tháng 6 (tức ngày 2 tháng 7 dương lịch), Sự biến Huyền Vũ môn do Thái tử Lý Kiến Thành và Tề vương Lý Nguyên Cát phát động xảy ra. Tần vương Lý Thế Dân đã lật đổ chính biến và sát hại cả hai người anh em của mình. Đường Cao Tổ Lý Uyên biết được, bất lực cùng hoảng sợ nên thỏa hiệp với Lý Thế Dân. Ngày 7 tháng 6 (tức ngày 5 tháng 7 dương lịch), 3 ngày sau sự kiện, Cao Tổ chính thức ban chỉ lập Lý Thế Dân làm Thái tử, do đó Trưởng Tôn thị trở thành Thái tử phi. Ngày 8 tháng 8 (tức ngày 4 tháng 9 dương lịch) cùng năm, Cao Tổ chính thức làm lễ truyền ngôi cho Lý Thế Dân, trở thành [Đường Thái Tông]. Sau 13 ngày, ngày 21 tháng 8 (ngày 17 tháng 9 dương lịch) cùng năm, Trưởng Tôn thị được sách lập thành Hoàng hậu.

## Hoàng hậu Đại Đường

### Mẫu nghi thiên hạ
Trên cương vị Hoàng hậu, Trưởng Tôn thị được sử gia đương thời đánh giá là khiêm tốn, hòa nhã và tiêu dùng rất tiết kiệm. Bà đã khuyên Đường Thái Tông thả ngay 2.000 cung nữ về với gia đình. Ngoài ra, đối với cung nữ và hoạn quan phục vụ mình, bà rất hiếm khi la mắng, roi vọt. Nếu Đường Thái Tông cố ý tức giận với một cung nhân nào mà không có lý do, bà cũng sẽ giả vờ tức giận rồi bí mật thẩm vấn họ, sau đó giấu họ ở một nơi chăm sóc chu đáo, rồi khi Thái Tông nguôi cơn giận thì bà sẽ xin dùm tội cho họ. Sử còn nói rằng, nếu một cung tần nào của Thái Tông đau ốm, bà sẽ đích thân đến hỏi thăm và trích tiền tiêu dùng của mình để chữa trị cho họ.
Trưởng Tôn hoàng hậu thường nói chuyện xưa cho Thái Tông nghe để giúp ông những vấn đề khó khăn trong việc triều chính. Nhưng khi ông đang có ý muốn ban thưởng hoặc xử tội quần thần, ông có hỏi bà cho ý kiến và bà thường từ chối nêu ra vì cho rằng bổn phận của mình không được can dự vào. Bà đối với tính khí của Thái Tông hết sức thấu hiểu, nên thường xuyên tìm biện pháp khắc phục nhược điểm này của chồng mình. Có một lần, con tuấn mã yêu thích của Thái Tông không may mà chết, Hoàng đế toan trừng phạt kẻ dưỡng mã thì Hoàng hậu Trưởng Tôn thị bèn can gián, dẫn chuyện Yến Anh khuyên Tề Cảnh công năm xưa, trăm điều không nên khi trừng phạt kẻ dưỡng mã. Cuối cùng Đường Thái Tông vì can gián này mà thôi, còn nói với Phòng Huyền Linh rằng: "Hoàng hậu có thể ở mọi phương diện chính sự mà ảnh hưởng đến Trẫm. Đối với Trẫm muôn vàn ích lợi!".
Bên cạnh đó, Trưởng Tôn hoàng hậu đối với các Hoàng tử do mình sinh ra cũng rất nghiêm khắc, thường giáo dục và yêu cầu họ phải tu tâm dưỡng tính. Khi con trai bà là Lý Thừa Càn trở thành Thái tử, phải dọn đến Đông Cung và sống cuộc sống nghiêm khắc của một Trữ quân. Toại An phu nhân là nhũ mẫu, cũng là người đi theo Thừa Càn đến Đông Cung để chăm lo vấn đề sinh hoạt cùng chi phí. Thấy Đông Cung thiếu nhiều thứ, Toại An bèn ở trước mặt tấu lên Hoàng hậu. Trưởng Tôn hoàng hậu dù yêu quý con trai, nhưng không vì thế mà cổ vũ Đông Cung xa hoa, bèn bỏ qua lời tấu của Toại An phu nhân.

### Ức chế ngoại thích
Năm đầu Trinh Quán (627), anh trưởng khác mẹ của Hoàng hậu là Trưởng Tôn An Nghiệp bị tội tạo phản. Khi đó, nhiều người nghĩ Hoàng hậu sẽ bỏ rơi ông ta vì việc đối xử tệ hại của ông ta đối với mẹ và anh em bà trước đây, nhưng Hoàng hậu cuối cùng vẫn can thiệp và xin cho An Nghiệp khỏi tội chết, chỉ bị đày đi Xuyên Châu (巂州; nay là Lương Sơn, tỉnh Tứ Xuyên).
Trong khi đó, anh trai bà là Trưởng Tôn Vô Kỵ là trọng thần, đã giúp đỡ Đường Thái Tông rất nhiều trong sự biến Huyền Vũ môn khi xưa. Nay Thái Tông vì nể công lao của anh vợ, cũng như tình cảm phu thê với Hoàng hậu Trưởng Tôn thị mà có ý gia ân ngoại thích, chủ ý phong Trưởng Tôn Vô Kỵ làm Tể tướng. Biết được chuyện này, Hoàng hậu Trưởng Tôn thị vội vàng từ chối: "Thần thiếp đã có thể ở lại trong cung và hưởng vinh hoa phú quý, đã là phúc phận to lớn. Thiếp không muốn trèo cao, để gia tộc anh em nắm đại quyền, hoàn toàn không phải điều nên làm. Cứ xem việc xảy ra với gia tộc của Lữ hậu và Hoắc Quang khi xưa chẳng phải là ví dụ điển hình hay sao? Thần thiếp kính mong Hoàng thượng đừng lập anh trai thần thiếp chức vị Tể tướng".
Không đồng ý với ý kiến của bà, Thái Tông vẫn lập Vô Kỵ làm Tể tướng vào mùa thu năm đầu Trinh Quán. Sau đó, Trưởng Tôn Vô Kỵ cũng cùng chung chí hướng với Hoàng hậu, dâng sớ xin bãi bỏ chức Tể tướng của mình. Do thỉnh cầu khẩn thiết từ Vô Kỵ và sự cứng rắn của Hoàng hậu, Đường Thái Tông đành đưa ông ta ra khỏi vị trí Tể tướng. Về phương diện ngoại thích, suốt 10 năm tại vị, Hoàng hậu Trưởng Tôn thị luôn khiêm nhường và tránh cho các thành viên gia tộc Trưởng Tôn mang quá nhiều đặc ân cùng quyền thế, đến tận khi bà qua đời. Quan niệm của bà xuất phát từ việc ngoại thích Trưởng Tôn thị có được thân phận như vậy, đã là phúc phận to lớn, những ai không có nhiều tài cán mà lại được gia ân, ắt sẽ mang họa không chỉ cho triều Đường mà còn cho bản thân nhà Trưởng Tôn. Có thể thấy Hoàng hậu Trưởng Tôn thị đối với phương diện chính trị và thế cuộc có cái nhìn bao quát và vẹn toàn hiệu quả, không phụ đôi bên giữa Lý Đường và thân thích Trưởng Tôn.

### Khen ngợi trung lương
Trưởng Tôn hoàng hậu đối với thời kì Trinh Quán phồn thịnh, là người có vai trò rất then chốt. Đối với một Hoàng đế nóng nảy và mạnh bạo như Đường Thái Tông Lý Thế Dân, Trưởng Tôn hoàng hậu luôn phải đứng ra can gián cùng thương thuyết, nhờ đó có nhiều hành động sáng suốt. Sử đời sau ca ngợi Trưởng Tôn hoàng hậu, phần nhiều cũng vì bà có can đảm gián ngôn Thái Tông.
Năm Trinh Quán thứ 6 (632), Thái Tông gả con gái lớn của Trưởng Tôn hoàng hậu là Trường Lạc công chúa Lý Lệ Chất cho con trai của Trưởng Tôn Vô Kỵ là Trưởng Tôn Trùng. Do là con gái của Hoàng hậu và cũng là ái nữ của mình, Đường Thái Tông ban đầu tính cho của hồi môn của Công chúa hơn mức bình thường, còn trội hơn của hồi môn của em gái ông là Vĩnh Gia Trưởng công chúa (永嘉長公主). Tuy nhiên, đại thần Ngụy Trưng can ngăn, nói lại việc Hán Minh Đế Lưu Trang trước đây, phân rõ Hoàng tử con của ông không thể ngang hoặc hơn các chú của ông được trong việc phân phong đất đai. Đường Thái Tông nghe tấu xong tức giận, bèn nói với Hoàng hậu. Trái lại, Hoàng hậu Trưởng Tôn thị cực kì tán thưởng Ngụy Trưng và xin đem vàng và lụa ban thưởng cho ông ta, còn nói:"Nghe nói ông chính trực thẳng thắn, kiến thức uyên thâm. Sau này hi vọng ông cứ thế duy trì, phù trợ Hoàng thượng!". Có thể nói, Ngụy Trưng trứ danh triều Đường có tiếng thẳng thắng can gián, có phần rất lớn do Trưởng Tôn hoàng hậu ảnh hưởng.
Lại trong một dịp khác sau đó, Đường Thái Tông ở trên triều thường bị Ngụy Trưng nói thẳng can ngăn, phản đối những quyết định của ông khiến ông rất tức giận và có ý định xử tội Ngụy Trưng. Thái Tông tức giận trở về cung điện, mắng nhiết:"Ta nhất định sẽ đem cái tên khố rách áo ôm ấy chém chết!". Hoàng hậu ngồi ở bên, thấy thế liền hỏi:"Là ai đã khiến ngài nổi giận?". Nghe xong sự việc, Hoàng hậu quay lại phòng ngủ và mặc một bộ đồ trang trọng nhất, cung kính lạy Thái Tông. Hoàng đế ngạc nhiên hỏi vì sao, thì Trưởng Tôn hoàng hậu nói: "Thần thiếp nghe nói, chỉ có minh quân mới có được những thần tử chính trực. Nay Ngụy Trưng tính tình khẳng khái thanh liêm như vậy, chẳng phải là vì Hoàng thượng là một minh quân sao? Như vậy đã đáng để thần thiếp chúc mừng Hoàng thượng.". Sau đó, từ tức giận, Thái Tông trở nên vui vẻ và không trách phạt Ngụy Trưng nữa. Sự tích này được người đời sau gọi là [Triều phục tiến gián; 朝服进谏], là một trong những điển tích nổi tiếng nhất ca ngợi sự thẳng thắng cũng như vai trò to lớn của Trưởng Tôn hoàng hậu đối với Đường Thái Tông.

### Đế - Hậu tình thâm
Là cặp Đế-Hậu quyến luyến, sử sách ghi lại rất nhiều hành tung của hai người, đều cho thấy sinh thời cả hai rất trân trọng và yêu quý nhau. Cuộc sống của cặp Đế-Hậu này cũng thường xuyên khắn khít. Sau khi lên ngôi, Đường Thái Tông thường xuyên trở bệnh, Hoàng hậu ngày đêm hầu hạ thuốc thang không rời. Có cung nhân đã chứng kiến Hoàng hậu luôn mang thuốc độc bên mình, nếu Thái Tông đột ngột băng hà thì bà cũng sẽ tự tử theo ông. Ngoài việc triều chính và hoàn thiện vai trò mẫu nghi, Trưởng Tôn hoàng hậu rất có nhã hứng thơ văn, một hôm du ngoạn vườn Thượng uyển thấy cảnh trí rất đẹp, bà bèn sáng tác một khúc hát gọi là [Xuân Du khúc; 春游曲]. Đường Thái Tông nghe khúc hát, thích thú cảm thán:"Kiến nhi tụng chi, sách sách xưng mỹ" (Nguyên văn: 见而诵之，啧啧称美).
Năm Trinh Quán thứ 2 (628), con trai nhỏ của bà là Lý Trị ra đời. Trưởng Tôn hoàng hậu tặng cho con trai một vật cát tường, gọi [Ngọc long tử; 玉龙子]. Đây là vật mà Đường Thái Tông chiếm làm chiến lợi phẩm từ hoàng cung Tấn Dương năm xưa, ông đã thấy vật này phi thường quý giá, không ai có được nên đưa nó cho vợ mình. Trưởng Tôn hoàng hậu luôn đem vật này cất trong rương đồ của mình, đến nay sinh hạ quý tử nên bà liền đem cho con trai. Vật này về sau truyền lại đời đời cho các Hoàng đế triều Đường, gọi là [Quốc thụy; 國瑞]. Những người con do Trưởng Tôn hoàng hậu sinh ra, có Lý Thừa Càn danh chính ngôn thuận trở thành Thái tử, tính thông minh, Thái Tông cực kỳ yêu quý. Đến các Ngụy vương Lý Thái, Tấn vương Lý Trị trưởng thành sau khi Trưởng Tôn hoàng hậu mất rất nhiều năm, song vẫn được Đường Thái Tông yêu quý không dứt. Đặc biệt là Lý Trị, về sau trở thành Đường Cao Tông. Bên cạnh các con trai, Đường Thái Tông cũng yêu quý tất cả con gái do Trưởng Tôn hoàng hậu sinh ra, đặc biệt có Tấn Dương công chúa được Đường Thái Tông đích thân đem đến cung riêng của mình nuôi dưỡng sau khi Trưởng Tôn hoàng hậu qua đời.
Vào những ngày khác, Trưởng Tôn hoàng hậu cùng Thái Tông đến Đại An cung (大安宮) để thăm Thái thượng hoàng Lý Uyên, và Đế-Hậu thường tổ chức những lễ hội để cho Thượng hoàng vui vẻ, để thiên hạ thấy được Hoàng đế Lý Thế Dân đối với thân phụ thực là tận tâm tẫn hiếu. Khoảng năm Trinh Quán thứ 8 (632), tháng 3, Cao Tổ mở yến tiệc tại Lưỡng Nghi điện để chào đón sứ giả Đột Quyết, Thái Tông cùng Hoàng hậu mặc Ngự phục tham dự. Từ khi Trinh Quán khai triều, tứ di quy phục, Cao Tổ thập phần cao hứng. Trưởng Tôn hoàng hậu đích thân dẫn người thay y phục và đội mũ cho Thượng hoàng, thấy râu tóc của Thượng hoàng đã điểm bạc, bất giác rơi lệ. Lễ dâng yến của Đế-Hậu đối với Thái thượng hoàng cũng hết mực cung kính nhưng không kém phần thân thương bình dị, hệt như lễ nghi của nhà bình dân.

## Qua đời

### Bệnh tình trở nặng
Trưởng Tôn hoàng hậu chỉ ngoài 30 tuổi, nhưng đã mắc chứng hen suyễn và càng ngày càng trở nên trầm trọng. Vào năm Trinh Quán thứ 8 (634), Trưởng Tôn hoàng hậu cùng Đường Thái Tông đến Cửu Thành cung (九成宮) để tránh nóng, thì bà đột ngột nhiễm nhiệt tại đây, khiến bệnh hen suyễn trở nặng.
Thái tử Lý Thừa Càn lo lắng cho mẹ mình, đưa ra một chủ ý bắt nhiều người dân thường trở thành nhà sư và đạo sĩ, để cầu đảo mang lại may mắn cho Hoàng hậu. Trưởng Tôn hoàng hậu biết Thái Tông không thích Phật giáo và Đạo giáo, và bản thân bà cũng không tin dị đoan nên phản đối ý định này. Thái tử bèn nói với Phòng Huyền Linh thuyết phục Thái Tông, và Hoàng đế đã cân nhắc ý định này. Một lần nữa, Hoàng hậu từ chối. Đêm nọ thì Sài Thiệu mật báo về tình hình biên cương. Mặc cho cơn bệnh hành hạ và người hầu khuyên ngăn, Hoàng hậu Trưởng Tôn thị vẫn ung dung giúp Thái Tông mặc giáp và mang vũ khí lên mình.
Năm Trinh Quán thứ 9 (635), tháng giêng Thái tử nạp Phi. Nhưng sự kiện đáng vui này lại trở thành bi thương khi Đường Cao Tổ Lý Uyên băng hà vào tháng 5 cùng năm.

### Lâm chung khuyên gián
Năm Trinh Quán thứ 10 (636), tháng 4, bệnh tình của Trưởng Tôn hoàng hậu trở nên nặng hơn. Thời trẻ, Thái Tông từng đến Thái Nguyên để cầu phúc cho vợ mình, đến nay ông quyết định làm lại chuyện ấy, khi ban chiếu cáo thiên hạ tìm danh y chữa trị cho Hoàng hậu, đồng thời lệnh cho 392 ngôi chùa khắp cả nước có tiếng linh thiêng đều cầu nguyên cho Hoàng hậu.
Tháng 6 âm lịch cùng năm, Trưởng Tôn hoàng hậu yếu đến nỗi chỉ có thể nằm trên giường. Vào lúc này, đại thần nổi tiếng can trực của Đường Thái Tông là Phòng Huyền Linh đắc tội và bị bãi chức, phải bị chịu giam cầm trong nhà. Trưởng Tôn hoàng hậu trong lúc thoi thóp đã nói với Thái Tông:
"Phòng Huyền Linh đã phục vụ Hoàng thượng nhiều năm. Bản tính ông ấy cẩn trọng, những chiến lược và kế hoạch của ông ấy không hề dễ dàng bị phát giác. Trừ phi những lỗi lầm tày đình không thể tha thứ, thì thiếp mong Hoàng thượng đừng bỏ rơi ông ấy. Như trong Trưởng tôn gia tộc của thần thiếp, nhiều người tận hưởng phú quý là do bản thân ngôi vị Hoàng hậu của thần thiếp, chứ không hẳn vì tài đức, cho nên không thể trông cậy vào họ. Để có thể giữ gìn và quản lý gia tộc thần thiếp, cúi mong Hoàng thượng đừng trao cho họ chức vị quan trọng, chỉ cần cho họ tham dự những dịp lễ quan trọng như Sóc Vọng là đủ rồi. Thiếp thân tại sinh chả có công đức gì to tát, nay chết đi cũng mong không làm nhọc sức dân. Xin Hoàng thượng đừng xây lăng mộ to lớn gì cả, đừng lãng phí sức dân và của cải. Chỉ cần tạo một ngôi mộ bằng một nấm đất, rồi dùng gạch và gỗ xây bao quanh là được rồi. Thần thiếp hi vọng Hoàng thượng sẽ tiếp tục lắng nghe người hiền, xa lánh kẻ tiểu nhân, nhận những lời cương trực thẳng thắn, tránh những lời xu nịnh đê tiện. Nếu được như thế, thần thiếp có đến suối vàng cũng mãn nguyện. Và cuối cùng, đừng gọi các con đến gặp thần thiếp vào lúc này, thấy chúng khóc lóc, thần thiếp chỉ càng thấy thương tâm mà thôi."
Ngày Kỷ Mão tháng ấy (tức ngày 28 tháng 7 dương lịch), Hoàng hậu Trưởng Tôn thị băng thệ tại Lập Chính điện (立政殿), hưởng dương 36 tuổi. Tháng 11 cùng năm, an táng vào Chiêu lăng (昭陵). Sau đó, Thái Tông cho gọi Phòng Huyền Linh về triều và ban lại chức tước như cũ. Trưởng Tôn hoàng hậu được hợp táng với nghi lễ long trọng của một Hoàng hậu, nhưng giản lược nhất có thể theo ý nguyện của bà.
Ngày đưa tang, Đường Thái Tông đã đích thân tiễn đưa, ông còn tự mình ghi nội dung văn bia của bà. Khu vực lăng này ban đầu tên [Nguyên cung; 元宫], và Đường Thái Tông còn cho dựng một dãy cư xá bên ngoài gần khu vực Nguyên cung, lệnh cung nhân trú ở đó, phụng dưỡng vong linh của Trưởng Tôn hoàng hậu như khi còn sống. Sau khi băng hà, Đường Thái Tông cũng được táng vào phần mộ kế bên bà, gọi Chiêu lăng. Khu vực cư xá và số người bị bắt cung phụng Trưởng Tôn hoàng hậu cũng bị bãi bỏ, dù Đường Cao Tông Lý Trị vẫn rất muốn giữ lại.

### Hoàng đế tiếc thương
Sau khi Trưởng Tôn hoàng hậu qua đời, sử thần cung kính dâng lên Thái Tông một bộ sách 10 quyển do Hoàng hậu viết mang tên Nữ tắc (女則). Đây là một công trình mà Trưởng Tôn hoàng hậu tổng hợp, ghi chép các việc của phụ nhân thời cổ, cùng bộ sách bình giải của Minh Đức Mã hoàng hậu nhà Hán. Khi Thái Tông xem sách của bà xong, xúc động mà nói lên:
"Cuốn sách này của Hoàng hậu, có thể xem là kinh điển cho hậu thế. Dẫu biết ý trời như thế nào và có khóc thương cũng vô dụng, nhưng giờ đây, Hoàng hậu không còn bên Trẫm, Trẫm cảm thấy mọi thứ thành hư vô. Không còn được nghe những lời can gián của nàng ấy, và không thể quên đi hình bóng của nàng!"
Sau một thời gian Trưởng Tôn hoàng hậu qua đời, Đường Thái Tông quá nhung nhớ thê tử, nên xây một cái tòa lâu, hằng ngay trèo lên trên nhìn thấy mộ của thê tử mà thương tiếc. Một lần, Thái Tông cùng đi với Ngụy Trưng lên xem, chỉ vào Chiêu lăng và hỏi xem Trưng có thấy rõ không. Ngụy Trưng làm bộ mù tịt, Thái Tông sốt ruột nói:"Ngươi làm sao mà không thấy được hả?! Đó là Chiêu lăng a!". Ngụy Trưng bèn ung dung đáp:"Thần cho rằng bệ hạ tưởng niệm không quên là Hiến lăng (lăng của Đường Cao Tổ). Hóa ra lại là Chiêu lăng!". Thái Tông nghe xong tỉnh ngộ, Ngụy Trưng nhắc nhở mình không nên chỉ thương tiếc vợ mà quên đi cha ruột, bèn cho người dỡ bỏ tòa lâu. Câu chuyện này có thể nhìn ra, sau rất nhiều năm thì Đường Thái Tông đối với Trưởng Tôn hoàng hậu vẫn là vĩnh viễn không quên.
Thụy hiệu của bà ban đầu là Văn Đức Hoàng hậu (文德皇后). Các Hoàng hậu đời trước, có Vệ Tử Phu có thụy hiệu riêng, là [Tư]. Đến khi Âm Lệ Hoa có thụy [Quang Liệt], đã tạo nên một trường phái thụy mới cho các Hoàng hậu, khi vừa có một chữ thụy riêng (trường hợp ví dụ ở đây là Liệt) cùng một chữ từ thụy của Hoàng đế (ở đây là Quang của Hán Quang Vũ Đế). Việc này kéo dài đến thời Đường Cao Tổ, Đậu phu nhân - mẹ của Đường Thái Tông được truy phong thụy hiệu là [Mục Hoàng hậu], đến khi Cao Tổ qua đời mới thành [Thái Mục Hoàng hậu]. Thế nhưng, khi Trưởng Tôn hoàng hậu qua đời, đích thân Đường Thái Tông chọn thụy hiệu cho bà lại dùng ngay dạng 2 chữ, một trường hợp đặc biệt so với các đời trước.
Sang năm Thượng Nguyên nguyên niên (674), tháng 8, Đường Cao Tông dâng thụy hiệu thêm thành Văn Đức Thuận Thánh Hoàng hậu (文德順聖皇后).

## Hậu duệ
1. Thường Sơn quận vương → Trung Sơn quận vương → Thái tử Lý Thừa Càn [李承乾].
2. Nghi Đô quận vương → Vệ vương → Việt vương → Ngụy vương → Đông Lai quận vương → Thuận Dương quận vương → Bộc Cung vương Lý Thái [李泰].
3. Đường Cao Tông Lý Trị [李治].
4. Trường Lạc công chúa (長樂公主, 621 - 643), tên là Lý Lệ Chất (李丽质). Hạ giá Trưởng Tôn Trùng (長孫冲), con trai của Trưởng Tôn Vô Kị.
5. Thành Dương công chúa (城陽公主, ? - 671), hạ giá Đỗ Hà (杜荷), con trai Đỗ Như Hối. Năm 644, Đỗ Hà do liên quan đến vụ án Thái tử Lý Thừa Càn mà bị giết, công chúa cải giá lấy Tiết Quán (薛瓘). Năm 664, do liên quan vụ án Vu cổ, công chúa cùng chồng bị đày đi Phòng châu và cả hai người đều qua đời tại đây.
6. Tấn Dương công chúa (晉陽公主, 633 - 644), tên tự là Minh Đạt (明達), nhũ danh Hủy Tử (兕子). Là công chúa duy nhất được Đường Thái Tông nuôi dưỡng, cực kì sủng ái.
7. Tân Thành công chúa (新城公主, 634 - 663), phong hiệu ban đầu là Hành Sơn công chúa (衡山公主). Lúc đầu công chúa có hôn ước với Ngụy Thúc Ngọc (魏叔玉), sau hôn ước bị hủy, hạ giá Trưởng Tôn Thuyên (长孙诠). Về sau, Trưởng Tôn Thuyên bị giết do đối đầu với Võ Tắc Thiên, công chúa cải giá Vi Chánh Củ (韦正矩). Công chúa bất mãn với Chánh Củ, thường xảy ra cãi vã, vợ chồng không hòa hợp. Năm 663, công chúa đột ngột qua đời, không rõ nguyên nhân, người đời đều cho là Vi Chánh Củ giết công chúa. Đường Cao Tông đại nộ, giết Chánh Củ.
8. Dự Chương công chúa (豫章公主), vốn là con của phi tần. Mẹ mất sớm, công chúa được Trưởng Tôn hoàng hậu phụ dưỡng. Hạ giá Đường Nghĩa Thức (唐義識), con trai của công thần Đường Kiệm.

## Trong văn hoá đại chúng
| Năm  | Phim                        | Nhân vật             | Diễn viên       |
| 2004 | Tần vương Lý Thế Dân        | Trưởng Tôn hoàng hậu | Trần Tú Lệ      |
| 2011 | Đường cung mỹ nhân thiên hạ | Trưởng Tôn hoàng hậu | Quách Trân Nghê |
| 2014 | Võ Mị Nương truyền kỳ       | Trưởng Tôn hoàng hậu | Trương Định Hàm |